# Gare de La Bassée - Violaines
Gare de La Bassée - Violaines vasútállomás Franciaországban, La Bassée településen.

## Vasútvonalak
Az állomást az alábbi vasútvonalak érintik:
- Fives-Abbeville-vasútvonal

## Kapcsolódó állomások
A vasútállomáshoz az alábbi állomások vannak a legközelebb:
- Gare de Salomé
- Gare de Cuinchy